# هشام الگروج
هشام الگروج (زادهٔ ۱۴ سپتامبر ۱۹۷۴ در مراکش) دوندهٔ بازنشستهٔ دوهای نیمه‌استقامت مراکشی است که رکورد جهانی دوهای ۱۵۰۰ متر و ۱ مایل را در اختیار دارد و دو بار برندهٔ مدال طلای المپیک شده‌است.
هشام الگروج به مدت یک دهه، از ۱۹۹۵ تا زمان کناره‌گیری از دنیای حرفه‌ای در المپیک ۲۰۰۴ آتن، بهترین دوندهٔ نیمه‌استقامت دنیا محسوب می‌شد. وی در این المپیک، علاوه بر کسب مدال طلای دو ۱۵۰۰ متر، در دو ۵۰۰۰ متر استقامت، که رشتهٔ غیرتخصصی او بود هم به مدال طلا رسید. آخرین باری که یک دونده توانسته بود در یک المپیک در این دو رشته طلا بگیرد، به هشتاد سال پیش در المپیک ۱۹۲۴ مربوط می‌شد که پاوو نورمی، دوندهٔ فنلاندی، مدال طلای ۱۵۰۰ و ۵۰۰۰ متر را از آن خود کرده بود.

## رکوردها
| مسافت                     | رکورد    | زمان | مکان     |
| ------------------------- | -------- | ---- | -------- |
| دو ۸۰۰ متر                | ۱:۴۷٫۱۸  | ۱۹۹۵ |          |
| دو ۱۰۰۰ متر               | ۲:۱۶٫۸۵  | ۱۹۹۵ | نیس      |
| دو ۱۵۰۰ متر (رکورد جهانی) | ۳:۲۶٫۰۰  | ۱۹۹۸ | رم       |
| دو ۱ مایل (رکورد جهانی)   | ۳:۴۳٫۱۳  | ۱۹۹۹ | رم       |
| دو ۲۰۰۰ متر (رکورد جهانی) | ۴:۴۴٫۷۹  | ۱۹۹۹ | برلین    |
| دو ۳۰۰۰ متر               | ۷:۲۳٫۰۹  | ۱۹۹۹ | بروکسل   |
| دو ۵۰۰۰ متر               | ۱۲:۵۰٫۲۴ | ۲۰۰۳ | اوستراوا |